# Петер Апиан
Петер Апиан (на латински: Petrus Apianus; роден като Петер Беневиц, на немски: Peter (von) Bienewitz) е германски учен от времето на Ренесанса. Той е картограф, географ, астроном и математик.

## Биография
Роден е на 16 април 1495 година в Лайсниг, Саксония, в семейството на обущар. От 1516 до 1519 учи в Университета в Лайпциг, като по това време приема латинизираната форма на името си – Apianus (на лат. Apis означава „пчела“; Biene е немската дума за „пчела“). През 1519 се премества във Виена и продължава обучението си във Виенския университет, който е считан за един от водещите университети по география и математика. След завършване на университета през 1521 г., се премества в Регенсбург и след това в Ландсхут. В Ландсхут, публикува първия вариант на своя труд Liber Cosmographicus (1524), за мореплаването и астрономията, който впоследствие е преиздаван около 30 пъти на 14 езика, като остава популярен до края на 16 век. През 1526 се жени и става баща на 14 деца. Синът му Филип Апиан също е известен математик и картограф.
През 1527 г. става професор по математика в Инголщат, макар че има само бакалавърска титла. Там основава и собствена печатница, където печата Tabula Hungariae – най-известната, все още запазена карта на Унгария, както и една от първите карти със систематична проекция на цялото земно кълбо – Tipus Orbis Universalis. Пълното ѝ заглавие: Tipus Orbis universalis Iuxta Ptolomei Cosmographi Traditionem et Americi Vespucii Aliorque Lustrationes A Petro Apiano Leysnico Elucbrat An. Do. M.DXX. и с него е отпечатана в изданието на книгата на Гай Юлий Солин Polyhistor, направено във Виена; две години по-късно е включена и в De Situ Orbis на Помпоний Мела издадена в Базел; По-късно, неговата печатница става известна със своите висококачествени издания на географски и картографски работи. Чрез работата си, Апиан става любимец на император Карл V. През 1540 е отпечатана Astronomicum Caesareum, посветена на Чарлз V. Чарлз му обещава кралска сума (3000 златни гулдена) и го назначава в двора за математик. Това спомага за репутация му на виден учен.
Въпреки многото обаждания от други университети, включително Лайпциг, Падуа, Тюбинген и Виена, Апиан остава в Инголщат до смъртта си. Работа му е включена в математиката (през 1527 г. публикува вариант на триъгълника на Паскал, а 1534 – таблица на Синеш) и в астрономията. В 1531, Апиан наблюдава комета и открива, че опашката на кометата е винаги точка далеч от Слънцето. Той проектира слънчеви часовници, публикува наръчници за астрономически инструменти и измервателни уреди, полезни за изчисляване на времето и разстоянието за астрономически и астрологически приложения. Събира данни за движението на планетите, развива методика за измерването на географски дължини и описва Халеевите комети.
Умира на 21 април 1552 година в Инголщат на 57-годишна възраст.

## Признание
- Лунният кратер Апиан носи името на Петер Апиан.
- Неговото име носи и училище в родния му град Лайсниг.

## Съчинения
- Astronomicum Caesareum 1540.
- Cosmographia 1533
- ((de)) Karl Röttel 1995 (ed.), Peter Apian Astronomie, Kosmographie und Mathematik am Beginn der Neuzeit, Polygon-Verlag Buxheim-Eichstätt, 1995, ISBN 3-928671-12-X,